# Мехмет Дуракович
Мехмет Дуракович (англ. Mehmet Duraković, нар. 13 жовтня 1965, Тітоград) — австралійський футболіст, що грав на позиції півзахисника. По завершенні ігрової кар'єри — тренер. З 2017 року очолює тренерський штаб команди «Перак».
Виступав, зокрема, за клуб «Саут Мельбурн», а також національну збірну Австралії.

## Клубна кар'єра
Мехмет Дуракович народився в Югославії у місті Тітоград (нині Подгориця, Чорногорія) в албанській родині. Сім'я Дураковича покинула Югославію в пошуках кращої роботи та можливостей для своїх дітей. В результаті родина опинилась в Австралії, де Мехмет розпочав грати у футбол у команді «Футскрай JUST», а потім він перейшов до академії клубу «Порт Мельбурн». Там Дуракович пройшов шлях від дитячої команди до юнацької команди.
Проживши в Австралії десять років, батьки Мехмета сумували за родиною та друзями в Чорногорії та повернулися назад. В результаті трохи більше року Дуракович тренувався у команді «Будучност» з його рідного міста. У 1984 році Дуракович повернувся до Австралії у «Порт Мельбурн», а вже через місяць він був підписаний клубом НФЛ «Брансвік Ювентус». У його складі Дуракович дебютував у дорослому футболі 1985 року, провівши чотири сезони і взявши участь у 61 матчі чемпіонату, а також пограв в оренді за «Мельбурн JUST».
Своєю грою за останню команду Дуракович привернув увагу представників тренерського штабу клубу «Саут Мельбурн», до складу якого приєднався 1990 року. Відіграв за мельбурнську команду наступні п'ять років своєї ігрової кар'єри. Більшість часу, проведеного у складі «Саут Мельбурна», був основним гравцем команди і 1991 року став з командою чемпіоном Австралії.
Згодом з 1995 по 1998 рік грав у Малайзії за «Селангор», після чого повернувся в Австралію і грав за «Сідней Олімпік» та «Гіппсленд Фелконз».
Завершив ігрову кар'єру у команді «Саут Мельбурн», у складі якої вже виступав раніше. Дуракович повернувся до неї 2000 року і захищав її кольори до припинення виступів на професійному рівні у 2004 році.

## Виступи за збірну
25 серпня 1990 року дебютував в офіційних іграх у складі національної збірної Австралії в товариському матчі проти Індонезії (3:0).
20 вересня 1992 року у відбірковому поєдинку до чемпіонату світу 1994 року з Таїті, він забив свій перший гол у складі австралійців. В рамках того ж відбору він забив життєво важливий гол у матчі плей-оф проти Канади, зробивши рахунок рівним за сумою двох матчів. В результаті австралійці виграли в серії пенальті і пройшли в наступний етап відбору.
У складі збірної був учасником кубка націй ОФК 2002 року у Новій Зеландії, де разом з командою здобув «срібло».
Всього протягом кар'єри у національній команді, яка тривала 13 років, провів у її формі 44 матчі, забивши 3 голи.

## Кар'єра тренера
Розпочав тренерську кар'єру 2003 року, очоливши тренерський штаб клубу «Порт Мельбурн Шаркс», де пропрацював з 2003 по 2005 рік, після чого він став тренером програми Інституту спорту Вікторії.
У 2008 році Мехмет Дуракович був призначений тренером молодіжної команди «Мельбурн Вікторі». Він залишався на цій посаді до 2011 року, коли був призначений в.о. головного тренера старшої команди, після звільнення Ерні Мерріка через невдалі виступи у азійській Лізі чемпіонів. Згодом, у червні 2011 року, Дуракович був призначений повноцінним головним тренером, втім через невдалі результати вже у січні 2012 року Дуракович був звільнений.
У листопаді 2012 року Дуракович був призначений технічним директором клубу Прем'єр-ліги Вікторії «Саут Мельбурн», а з 2013 по 2015 роки Дуракович обіймав посаду головного тренера «Селангора», команди, за яку грав у 1990-х роках. Дуракович зумів привести клуб до здобуття національного кубка у 2015 році, а також двічі поспіль у 2014 та 2015 роках ставав з командою віце-чемпіоном Малайзії.
У лютому 2017 року Дуракович перейшов на посаду головного тренера ще однієї команди малайзійської Суперліги «Перак», з якою 2018 року теж виграв Кубок Малайзії.

## Титули і досягнення

### Як гравця
- Чемпіон Національної футбольної ліги (2): 1985, 1990/91
- Володар Кубка Малайзії (3): 1995, 1996, 1997
- Срібний призер Кубка націй ОФК: 2002

### Як тренера
- Володар Кубка Малайзії (2):  2015, 2018